# Der Besessene von Tahiti
Der Besessene von Tahiti (Originaltitel The Moon and Sixpence) ist ein US-amerikanisches Filmdrama von Albert Lewin aus dem Jahr 1942. Das Drehbuch beruht auf dem Roman Silbermond und Kupfermünze (im Original The Moon and Sixpence) des englischen Dramatikers William Somerset Maugham. George Sanders verkörpert in Anlehnung an das Leben Paul Gauguins den Börsenmakler Charles Strickland, der sein bürgerliches Leben hinter sich lässt, um sich seiner Leidenschaft, der Malerei, zu widmen. Die weiteren Hauptrollen sind mit Herbert Marshall, Doris Dudley, Elena Verdugo und Albert Bassermann besetzt.

## Handlung
Geoffrey Wolfes Gedanken gehen zurück. Der britische Schriftsteller erinnert sich daran, wie es war, als er das erste Mal auf den berühmt-berüchtigten Maler Charles Strickland traf. Auf den ersten Blick schien nichts ungewöhnlich an Strickland zu sein, bis auf die Tatsache, dass der verheiratete Börsenmakler sich von einem auf den anderen Tag dazu entschlossen hatte, Frau und Kinder zu verlassen, um in Paris seinen Lebenstraum zu verwirklichen und als freier Künstler zu leben.
Wolfe hat von Stricklands Frau Any den Auftrag erhalten, ihren Mann dazu zu bewegen, nach Hause nach London zurückzukehren. Er lebt in einer heruntergekommenen Behausung in Paris, zeigt sich aber nach wie vor egoistisch und lehnt dies rundweg ab.
Einige Jahre sind vergangen, Strickland und seine Frau sind längst geschieden, als Wolfe seinen holländischen Freund Dirk Stroeve besucht, der erfolgreich als Künstler in Paris lebt und arbeitet. Bei dieser Gelegenheit lernt er auch Stroeves neue Frau Blanche kennen. Dirk, ein gutmütiger Mann, erkennt Wolfe gegenüber neidlos an, dass Strickland ein Genie sei, während er selbst eher uninspiriert arbeite, und dies, obwohl er immer wieder von Strickland beleidigt wird. Obwohl Strickland so gut wie mittellos ist, zeigt er kein Interesse daran, seine brillanten Arbeiten zu verkaufen oder den Menschen in einer Ausstellung zugänglich zu machen.
Als Strickland zur Weihnachtszeit an einer Lungenentzündung erkrankt, nimmt Stroeve ihn in sein Haus auf, wo er gesunden soll, obwohl Blanche dagegen ist, da ihr die Arroganz des Malers zu schaffen macht. Schon bald jedoch kümmert sie sich aufopferungsvoll um Strickland, der die Stroeves nach seiner Gesundung wieder verlässt, und Blanche nicht davon abhält, ihren Ehemann für ihn zu verlassen. Die Liaison dauert jedoch nicht lange, da Strickland an Blanche in erster Linie als Model interessiert war und sie schon nach kurzer Zeit von sich weist. Blanche wählt daraufhin den Freitod. Für Dirk Stroeve ist das alles schrecklich, was ihn jedoch nicht davon abhält, Strickland einzuladen, mit ihm zusammen in seine Heimat Holland zu reisen. Zu groß ist seine Ehrfurcht vor dem Talent Stricklands. Strickland lehnt dieses Angebot in seiner gewohnt unfreundlichen Art ab, schenkt Stroeve aber immerhin ein Gemälde, das er von Blanche gemalt hat.
Wieder sind viele Jahre vergangen, als Geoffrey Wolfe sich nach Tahiti begibt, wo Strickland inzwischen lebt. Er beabsichtigt, sein über die Jahre geschriebenes Buch über Strickland weiterzuführen. Er hat Glück und bekommt mittels der Erzählungen eines gesprächigen britischen Einheimischen Einblick in Stricklands letzte Jahre. Der Künstler hat auf der Insel durch Vermittlung der jovialen Heiratsvermittlerin und Hotelbesitzerin Tiara Johnson die junge Einheimische Ata geheiratet und scheint in ihr die Frau gefunden zu haben, mit der er glücklich sein kann. Dann jedoch erkrankt er an Lepra, was für Ata aber kein Grund ist, ihn allein zu lassen; sie bleibt an seiner Seite und kümmert sich aufopferungsvoll um ihren Mann, obwohl sie von aufgebrachten Einheimischen angegriffen wird, da diese befürchten, dass sich die Krankheit auf der Insel ausbreiten könnte.
Zwei weitere Jahre sind vergangen, als Dr. Coutras, der Arzt, der Strickland seinerzeit die schlimme Diagnose stellte, auf die Insel zurückkehrt, da Strickland im Sterben liegt. Er trifft jedoch erst ein, als Strickland schon tot ist. Ata zeigt ihm die letzten Werke ihres Mannes, die der Arzt später als wunderschön und bitter zugleich und als Meisterwerke bezeichnet. Umso beeindruckender, da Strickland einige von ihnen malte, als er schon so gut wie blind war.

## Produktion und Hintergrund
Es handelt sich um eine Produktion von David L. Loew und Albert Lewin im Auftrag von United Artists. Dem Film stand ein geschätztes Budget von 401.000 Dollar zur Verfügung. Gedreht wurde im Zeitraum 16. März bis Ende April 1942. Der Film beginnt mit dem Prolog: „Dies ist die Geschichte von Charles Strickland, dem Maler, dessen Karriere so viele Diskussionen ausgelöst hat. Es ist nicht unsere Absicht, ihn zu verteidigen.“ Obwohl der Film in Schwarzweiß gedreht ist, graduierten die letzten Szenen zu Sepia und wechselten dann zu Technicolor in dem Moment, in dem Coutras Stricklands Gemälde sieht.
Seit der Veröffentlichung von Maughams Roman 1919 interessierten sich diverse Produktionsfirmen dafür, das Thema zu verfilmen, das frei auf dem Leben des Malers Paul Gauguin beruht, eines Künstlers, der für seine farbenfrohen Bilder aus Tahiti bekannt ist. Interessiert war die Filmgesellschaft Warner Bros., die die Rechte noch im selben Jahr erwarb, und den Roman mit Edward G. Robinson in der Titelrolle und Regisseur Harry Lachman verfilmen wollte. Lachman hätte jedoch lieber Jean Gabin in der Hauptrolle gesehen. Auch David O. Selznick interessierte sich während seiner Zeit bei Metro-Goldwyn-Mayer für die Filmrechte. Die PCA lehnte den Roman als Vorlage für ein Drehbuch ab, da sie sich daran stieß, wie das Thema Ehebruch gerechtfertigt und gutgeheißen werde und verurteilte die Einstellung der Hauptfigur zur Ehe und zu den Konventionen der Gesellschaft. 1941 kauften David L. Loew und Albert Lewin die Rechte an dem Roman von MGM und schlugen vor, einen Erzähler einzubauen, der gleichzeitig die Stimme der Moral sein und die verschiedenen Handlungen des Helden verurteilen sollte. Auch wurde eine Scheidung eingebaut und eine Ehe mit der Tahitianerin Ata. Die ehebrecherische Beziehung mit Mrs. Stroeve sollte angemessen moralisch bestraft werden, hier mit dem Tod von Mrs. Stroeve. Am Ende sollte auch der Held seine Bestrafung erfahren, indem er an Lepra erkrankt und stirbt, wie das auch der Roman ausweist. Daraufhin wurde das Drehbuch im Januar 1942 von der PCA genehmigt, aber nicht, ohne dass noch einige Änderungen vorzunehmen waren. Im Februar 1942 schickte Somerset Maugham Albert Lewin einen Brief, in dem er ihn für seine Interpretation überschwänglich lobte und schrieb, er könne sich nicht vorstellen, dass ein Roman besser angepasst werden könne.
Trotz der Versuche der PCA und der Filmemacher, die Geschichte moralisch anzupassen, erhielt die PCA einen Brief der römisch-katholischen Legion of Anciency in dem Anstoß genommen wurde an den Rechtfertigungsversuchen hinsichtlich der unmoralischen Handlungen der Hauptfigur, in dem aber auch noch ein weiterer Grund zur Besorgnis angeführt wurde, der nach einer Erklärung verlange. Anstoß genommen wurde an im Film gezeigten Gemälden, die nackte und halbnackte Figuren abbildeten. Die PCA verteidigte den Film gegenüber der Legion of Anciency und widersprach deren Meinung.
Im Hollywood Reporter wurde ausgeführt, dass Loew und Lewin zunächst Paul Muni für die Titelrolle im Auge hatten und Talbot Jennings für die Adaption des Drehbuchs, was durch eine Erkrankung Jennings verhindert wurde. Im Magazin Life war zu lesen, dass Gauguins Sohn Emile United Artists mit einer Klage drohte, wenn im Film Werke seines Vaters gezeigt werden würden. Daraufhin wurde Dolya Goutman damit beauftragt, Gemälde, die im Film gezeigt werden, zu erschaffen. Der Film markiert das Regiedebüt von Albert Lewin.
In den Jahren 1951 und 1959 präsentierte NBC-TV verschiedene Versionen von The Moon and Sixpence. In der Produktion von 1959 führte Laurence Olivier die Besetzungsliste an und gab damit sein Fernsehdebüt.

### Veröffentlichung
Der Film hatte in den USA am 5. September 1942 auf Martha’s Vineyard im Bundesstaat Massachusetts Premiere und lief am 27. Oktober 1942 allgemein in den USA an. Im Januar 1943 wurde er erstmals in Portugal gezeigt, im Juni 1943 in Mexiko und im November 1943 in Schweden. In Dänemark wurde er im März 1947 veröffentlicht, in der Bundesrepublik Deutschland kam er 1955 ins Kino, ebenso in Österreich.
Gezeigt wurde er zudem in Brasilien, Spanien, Griechenland, Italien, Polen und in der Türkei. Der vollständige Filmtitel in den USA lautet: W. Somerset Maugham’s The Moon and Sixpence.

## Kritik
Etliche spätere Kritiker bezeichneten die Rolle Stricklands durch George Sanders als dessen beste Leistung in einem Film.
Cinema lobte: „George Sanders spielt das Genie, eine der besten Leistungen seiner Karriere.“
Das Lexikon des internationalen Films sprach von einer „anspruchsvolle[n] Verfilmung eines Romans von Somerset Maugham nach Motiven aus der Biographie Paul Gauguins“.
Bosley Crowther rezensierte den Film für The New York Times mit den Worten, die populäre Vorstellung eines Genies als eine Kreatur mit unzüchtigen Manieren und leidenschaftlichen Stimmungsschwankungen, die auf etwas hinarbeite, das weder sie selbst noch jemand anderes verstehe, werde in Albert Lewins ziemlicher düsterer Filmversion von Somerset Maughams Roman großzügig unterstützt. Gezeigt werde eine Vorstellung eines genial-künstlerischen Genies, die weit verbreitet sei. Aber selbst mit dem kaustisch aufspielenden George Sanders in der Hauptrolle und den meisten der untergeordneten Charaktere, die ihm in respektvoller Ehrfurcht folgen, sei das immer noch ein dürftiges Konzept, um einen Film zu begründen. Es sei eine schwere, lieblose Geschichte, deren feierliches Tempo und Abhängigkeit vom Dialog begründe, dass es zu viel Sprache und zu wenig Aktionen gebe. Crowther sprach von einer spießigen Ausführung. Zwar gebe Sanders eine interessante Leistung als Maler mit einer großen Verachtung für alles Selbstgefällige und Konventionelle, aber anscheinend vor allem für Frauen, jedoch habe das Thema in der Welt von heute eine eher zweifelhafte Bedeutung.
Dennis Schwartz von Ozus Welt Filmkritiken meinte, das sei düsteres Zeug, aber von Lewin getreu der literarischen Vorlage umgesetzt. Schwartz bemängelte, dass Strickland sich auch am Ende seines Lebens nicht für seinen Egoismus entschuldigt habe, ansonsten sei das aber ein solides Drama.
Glenn Erickson bescheinigte Albert Lewin eine sensible Adaption von Somerset Maughams Buch über die Geschichte eines schwierigen Künstlers, die nur oberflächlich an das Leben des berühmten Malers Paul Gauguin erinnere, der in die Südsee reiste. Er lobte Lewins Interpretation der Beziehung zwischen Künstler und Gesellschaft, in der deutlich werde, dass Strickland niemanden etwas beweisen wolle, sondern male, weil er auf der Suche nach der inneren Wahrheit sei. Lewin mache viele Dinge richtig, so auch, indem er Stricklands Bilder dem Zuschauer meist nur durch die Reaktionen anderer präsentiere. George Sanders sei ausgezeichnet in seiner Rolle.
Michael Atkinson war der Auffassung im Film seien sexueller Missbrauch und Ausbeutung so nahe an der Oberfläche, dass einige der Schauspieler sich unwohl fühlen würden. Weiter führte er aus, diese Art Filme präsentierten nicht nur offene Kriegsführung gegenüber menschlicher Freundlichkeit und Anstand, sie unterstützten diese Kriegsführung auch großzügig. Man könne Lewins perverse Liebe für Stricklands sorglose, egoistische Kunst erkennen, für die der Charakter buchstäblich alles wegwerfe, was er habe und jemals haben werde. Wie Besucher im Zoo sehe man einem zufriedenen und gewissenlosen Gorilla dabei zu, wie er handle, ohne an die Konsequenzen zu denken.

## Auszeichnungen
Dimitri Tiomkin war auf der Oscarverleihung 1944 in der Kategorie „Beste Filmmusik“ (Drama/Komödie) für einen Oscar nominiert, musste sich jedoch Alfred Newman und seiner Musik zum Filmdrama Das Lied von Bernadette geschlagen geben.
Bei den National Board of Review 1942 befand sich der Film unter den zehn besten Filmen des Jahres, George Sanders wurde mit dem NBR Award in der Kategorie „Bester Hauptdarsteller“ ausgezeichnet und Florence Bates in der Kategorie „Beste Nebendarstellerin“.
Bei den Critics Circle Awards 1942 war Der Besessene von Tahiti in der Kategorie „Bester Film“ für einen NYFCC Award nominiert.